# 赤羽秀男
赤羽 秀男（あかば ひでお、1951年2月18日 - ）は、栃木県出身の元騎手。

## 来歴
実家は貧しい農家であったが、小学校2年時に父が脳卒中で倒れてそのまま息を引き取り、母が家業を引き継いだ。
叔父にすすめられて中学卒業後に馬事公苑騎手養成長期課程を受験したが、40kg規定のところを42kgと体重オーバーで不合格。東京で浪人生活を送ることになり、出版社で返本の片付けや電話応対のアルバイト、文房具店で店員をしながらロードワークで減量に励む中、母が肝癌のため宇都宮市内の病院で死去。2度目の受験では見事に合格し、南井克巳・小迫次男・大江原哲・五十嵐忠男と同期になる。受講中は口数の少ない目立たない生徒で、成績も実技が中程度、学科が中より下であった。
卒業後の騎手免許試験も1度目は不合格となり、東京・茂木為二郎厩舎に騎手候補生として入門。厩舎に入ってからも休日には必ず電話して馬事公苑で練習したが、普通は候補生になると雑用に追われて練習に来る者はほとんどいないため、夏の暑い中を通ってきた赤羽は例外的であった。2年間の講習のうち、9ヶ月の厩舎実習で、大抵は遊びを覚えたりして、変わってくるのが多い中、赤羽だけは全く変わらなかった。2年目の時にある教官が「お前のように足の短い子は見た目で損をするから、長い靴を履け」と言ったところ、赤羽は言われた通りにわざわざ長い靴を買ってきて2度目の試験を受けたところ合格し、1972年に茂木厩舎からデビュー。同年3月4日の中山第6競走4歳未勝利・パラマスで初騎乗を果たし、14頭中10番人気であったが、ダート1200mを中団で追い通しながら5着に入った 。当日は同期の石塚信広が第1競走4歳未勝利・ハッピーキングで初騎乗初勝利を達成しており、赤羽は悔しかったが、石塚が次の騎乗で初めて落馬した際は安心した。4月9日の中山第2競走4歳未勝利・オカザキジョウで3番手に付けて直線で楽に抜け出して初勝利を挙げるが 、レース後、裁決委員に呼び出されて「最後まで追わなきゃだめだ」と叱られた。雨が降っていた当日は第1競走4歳未勝利を初騎乗馬パラマスで2着とし 、パラマスとのコンビでは5月20日の中山第1競走4歳未勝利でダートの重馬場ながら初勝利し、10月21日の東京第5競走4歳以上200万下を勝ち上がる  。
1年目は平地10勝、障害2勝の合計12勝と初年度から2桁をマークし、2年目の1973年には自己最高の27勝で全国19位と成績を上げる。パラマスとのコンビでは4月7日の中山第11競走春風賞（400万下）を勝利 するなど着々と成績を上げ、安田記念で重賞に初めて挑戦。ハクホオショウ・ノボルトウコウ・ナスノチグサ・キョウエイグリーンが出走してきたため、重賞初出走のパラマスは17頭中15番人気の低評価であった。逃げ馬の多いメンバー構成でレースは異常なハイペースとなり、一気にハナに立ったサクラスターをキョウエイグリーンとトモエオーが競りかけたことで3ハロン34秒9、5ハロン58秒4のラップとなる。直線では予想通り先行馬がばて始め、ハクホオショウが早目に抜け出し、ナスノチグサが続いて抜け出す。パラマスは一番内にもたれ気味ながらぐんぐんハクホオショウに迫っていき、最後の50mではほとんど馬体を合わせるようにゴールし、3/4差先着の2着と健闘。スタンドの観客はゴール直前まで同枠のノボルトウコウだと思っていたが、掲示板が出て初めてパラマスだと分かり、スタンドを湧かせた。函館3歳Sではシンコウスターに騎乗し、サクライワイの2着など重賞でも見せ場を作る。
3年目の1974年からは平地の騎乗に専念し、同年の14勝を最後に勝利数は一桁台となる。1975年にはカブラヤオーと同厩のオウプレスで弥生賞を10頭中10番人気ながら2着馬ロングホークとアタマ差の3着に入ると、秋の福島記念でもノボルトウコウに先着するなど古馬相手に3着と健闘。
1976年には恩師・茂木の死去により佐藤林次郎厩舎に移籍し、同年の牝馬東京タイムズ杯でベロナスポートに騎乗して自身唯一の重賞制覇を飾る
7月25日の札幌第9競走短距離ステークスではカブラヤオーに騎乗し、後方から猛然と追い込んでエリモジョージ・ウラカワチェリーを全く相手にせず勝利している。
カブラヤオーは他馬を見ると怖がって我を失うほどの臆病な馬であり、他の陣営に知られればレースが壊れてしまうほどの致命的な弱点を主戦の菅原泰夫は隠し通していたが、赤羽には堅く口止めをして話したことがある。
1982年5月16日の新潟第6競走5歳以上400万下・シールドランサーで通算100勝を達成し、1984年の京成杯ではグリンイースタンで3着となる。
1984年9月23日の中山第1競走アラブ3歳勝入では8頭中8番人気のライトヒロインで逃げ切ったが、2着に6番人気のセッテホマレが入り、28通り中26番人気の連複42210円で同年の中央競馬の最高配当となった。
新馬戦からアイフル、リアルバースデー、リンドホシ、ハーディゴッドをお手馬にしていたが、茂木厩舎の先輩であった菅原や大崎昭一に乗り替わったため、重賞の勝鞍を挙げるまでは騎乗できなかった 

。
1988年10月1日の福島第1競走3歳未勝利のトウホーヤマニンが最後の勝利となり、1989年2月12日の東京第6競走4歳以上400万下のモガミデンカ（11頭立ての8着）が最後の騎乗となった。同年4月9日に現役を引退。

## 騎手成績
| 通算成績 | 1着 | 2着 | 3着 | 4着以下 | 騎乗回数 | 勝率 | 連対率 |
| -------- | --- | --- | --- | ------- | -------- | ---- | ------ |
| 平地     | 136 | 125 | 152 | 1,318   | 1,731    | .078 | .129   |
| 障害     | 3   | 4   | 7   | 28      | 42       | .071 | .167   |
| 計       | 139 | 129 | 159 | 1,346   | 1,773    | .078 | .151   |

### 主な騎乗馬
- ベロナスポート（1976年牝馬東京タイムズ杯）

その他
- カブラヤオー
- アイフル
- リンドホシ